# 鐵咀雞與扭紋柴
《鐵咀雞與扭紋柴》（英語：War of the Couple），又名《摩登審死官》，是香港亞洲電視在1993年製作的五集處境賀歲劇。导演為陳太源，由沈殿霞等人主演。1993年1月25日至29日在亞洲電視本港台播映，當年的亞洲電視全體藝員都在劇中登場，由於當時正值林百欣當政初期，又經歷裁員行動，此舉有電視臺內部團結一心之意。
《鐵咀雞與扭紋柴》的主題曲為《兩個堅持》，由沈殿霞主唱。
為紀念沈殿霞逝世，亞洲電視在2008年2月22日至27日晨早時段，重播本劇集。

## 主要演員
- 沈殿霞 飾 羅勵愛（鐵咀雞；律師；宋大傑之妻；羅勵志之姊）
- 方　剛 飾 宋大傑（扭紋柴；律師；羅勵愛之丈夫）
- 譚炳文 飾 包Sir（法官；單戀羅勵愛）
- 林祖輝 飾 羅勵志（羅勵愛之弟；Monica之男友）
- 陳佩珊 飾 Monica（羅勵志之女友）
- 陳錦鴻 飾 Dick（宋大傑之助手）
- 龐秋雁 飾 Candy（羅勵愛之助手）
- 苑瓊丹 飾 白玫瑰

## 其他演員
- 連偉健
- 楊嘉諾
- 羅潤平
- 夏春秋
- 易君鴻
- 江　虹
- 周兆麟
- 凌文海
- 陳綺明
- 陳　東
- 陳麗雲
- 吳廷燁
- 鄧碧梅
- 劉錫賢
- 蔡立兒
- 譚少英
- 劉宗基
- 鄭文霞
- 鄒偉倫
- 關偉倫
- 王清河

## 外部連結
- 《鐵咀雞與扭紋柴》亞洲電視 （页面存档备份，存于）